# 三重県立こころの医療センター
三重県立こころの医療センター（みえけんりつ こころのいりょうセンター、英語: Mie Prefectural Mental Medical Center）は三重県津市城山1丁目に所在する県設置の公立精神科病院である。県内有数の大規模精神科病院である。

## 診療科等
標榜診療科

- 内科
- 神経科
- 精神科
- 歯科

外来診療

- アルコール外来
- もの忘れ外来
- セカンドオピニオン外来
- 母子メンタルヘルス外来

入院診療

- 精神科救急病棟
- 急性期治療病棟
- 認知症治療病棟
- アルコール依存症治療病棟
- ハイケア病棟
- 精神療養病棟
- リカバリー病棟

診療技術部

- 薬剤室
- 臨床検査室（検体検査部門/生理検査部門）
- 放射線室
- 臨床心理室
- 栄養室

地域生活支援部

- 地域支援室（医療福祉グループ/地域連携グループ）
- 生活支援室（作業療法グループ/デイケアグループ/アルコールデイケア/リカバリーデイケア）

## 指定機関
- 保険医療機関
- 指定自立支援医療機関（精神通院医療）
- 生活保護法指定医療機関
- 労災指定病院
- 認知症疾患医療センター
- 「三重県飲酒運転０（ゼロ）をめざす条例」指定医療機関
- 「難病の患者に対する医療等に関する法律」指定医療機関
- 日本精神神経学会専門医制度研修施設
- 日本老年精神医学会専門医制度認定施設

## 交通アクセス

### 公共交通機関
- JR紀勢本線 高茶屋駅下車 徒歩で約15分。
- 津駅東口からバス
  - 三重交通バス警察学校行き「城山東」バス停あるいは「中城山」バス停下車。
- 近鉄名古屋線 久居駅下車、タクシーで約15分。

### 自家用車
- 伊勢自動車道 久居インターから国道165号線で東へ約20分。